# Seodaemun-fängelset
Seodaemun-fängelset (서대문 형무소) är ett tidigare fängelse och numera museum i Seodaemungu, Sydkorea.
Fängelset sattes upp under det japanska styret av Koreahalvön (1910-1945) och var ett av de största fängelserna i regionen. Under Koreas självständighetsrörelse från det japanska imperiet fängslades tusentals frihetskämpar här och torterades eller dödades. En del av fängelset finns kvar som minnesmärke och många koreaner reser dit för att visa respekt till de som gjort uppoffringar för landets kamp om självständighet. En välkänd aktivist som hölls fången här var Yu Gwan-sun (유관순).